# Бэллер, Кэтлин
Кэтлин Бэллер (англ. Kathleen Beller, род. 19 февраля 1956) — американская актриса, номинант на премию «Золотой глобус» в 1980 году.

## Биография
Кэтлин Бэллер родилась в округе Уэстчестер (штат Нью-Йорк) и появилась в начале карьеры в нескольких рекламных роликах. Она дебютировала на телевидении в 1971 году в дневной мыльной опере «В поисках завтрашнего дня», где и снималась последующие три года. Её дебютом в кино стала небольшая роль в фильме 1974 года «Крёстный отец 2». В 1978 году она исполнила заглавную роль в фильме «Бетси» с Лоренсом Оливье, Лесли-Энн Даун и Томми Ли Джонсом, а после появилась в ещё нескольких фильмах. В 1980 году она получила номинацию на премию «Золотой глобус» за роль в фильме «Обещания в темноте».
Кэтлин Бэллер наиболее известна по своей роли Кирби Андерс в телесериале «Династия». Актриса снялась в двух сезонах проекта и покинула его в 1984 году, заявив, что она потеряла интерес к шоу, после смены сценаристов. После она сыграла главную роль в недолго просуществовавшем сериале «Зоопарк Бронкса», а после его закрытия вышла замуж за музыканта Томаса Долби и родила троих детей. Она вернулась кратко на экраны в начале девяностых в телефильме «Династия: Примирение».

## Фильмография
- 1974 — Крёстный отец 2/The Godfather: Part II
- 1978 — Бетси/The Betsy
- 1978 — Ты одна дома?/Are You in the House Alone?
- 1978 — Кино, кино/Movie Movie
- 1979 — Обещания в темноте/Promises in the Dark
- 1981 — Форт Апач, Бронкс/Fort Apache the Bronx
- 1981 — Всплытие/Surfacing
- 1982 — Меч и колдун/The Sword and the Sorcerer
- 1982 — Голубое и серое/The Blue and the Gray
- 1983 — Тронутый/Touched
- 1982—1984 — Династия/Dynasty
- 1985 — Смертельные послания/Deadly Messages
- 1991 — Династия: Примирение/Dynasty: The Reunion